# 東大阪市立日新高等学校
東大阪市立日新高等学校（ひがしおおさかしりつ にっしんこうとうがっこう）は、大阪府東大阪市日下町にある公立高等学校。

## 概要
全日制の普通科専門コース、商業科、英語科の3学科を設置している。2018年度入学生より普通科総合選択制を普通科専門コースとし、2年次からは文理コース、スポーツコース、総合系の3つに分かれる。
2021年3月まで定時制課程を設置していた。
野球部は春5回・夏1回の甲子園出場歴があるが、戦後は1度も出場していない。

## 沿革
旧制の私立大正学校として、1921年に創立した。戦後、1948年の学制改革の際に当時の布施市に移管し、新制の公立高等学校となった。
1948年より1974年まで東大阪市立俊徳中学校（統廃合で当時の俊徳中学校敷地に東大阪市立布施中学校が開校）と学校敷地を共有していたが、1974年に現在地に移転した。
- 1921年6月 - 私立大正学校として大阪市内で創立。同年10月に古川橋（現在の門真市）に移転。
- 1923年3月 - 日新商業学校に改称。
- 1924年4月 - 中河内郡布施町荒川（現在の東大阪市三ノ瀬2丁目）に移転。
- 1944年3月 - 戦時中の商業学校の工業学校への転換措置に伴い、日新工業学校に改称。
- 1946年4月 - 終戦に伴って商業学校に戻す。日新商業学校に改称。
- 1948年4月 - 学制改革および布施市への移管により、布施市立日新高等学校に改称。校内に布施市立第五中学校（のち東大阪市立俊徳中学校）が開校し、同校と敷地を共有。
- 1950年4月 - 定時制課程を設置。全日制普通科を新設。
- 1951年4月 - 男女共学となる。
- 1967年2月 - 布施市が合併で東大阪市となったことに伴い、東大阪市立日新高等学校に改称。
- 1974年8月 - 現在地（独立校舎）に移転。旧敷地は俊徳中学校が単独使用。
- 1994年4月 - 英語科を新設。
- 2008年4月 - 普通科を普通科総合選択制に改編し、5つのエリアを設置。
- 2018年4月 - 普通科総合選択制を普通科専門コースに改編。2つの専門コースと総合系コースを設置。
- 2021年3月 - 定時制課程を廃止。

## 著名な出身者
- 山口政信 - 元プロ野球選手
- 本堂保次 - 元プロ野球選手、元東京オリオンズ監督
- 田中実 - 元プロ野球選手
- 中田金一 - 元プロ野球選手
- 平野正太郎 - 元プロ野球選手
- 藤戸逸郎 - 元プロ野球選手
- 桶川隆 - 元プロ野球選手
- 堀井数男 - 元プロ野球選手
- 榎並達郎 - 元プロ野球選手
- 川村隆史 - プロ野球福岡ソフトバンクホークスコンディショニング担当
- 市川敬太 - ラグビー選手
- ふなつ一輝 - 漫画家
- 国崎恵美 - お笑いタレント

## アクセス
- 近鉄奈良線石切駅 徒歩約15分